# هنري هنتر بريان
هنري هنتر بريان (بالإنجليزية: Henry Hunter Bryan)‏ هو سياسي أمريكي، ولد في 23 فبراير 1786 في مقاطعة مارتن في الولايات المتحدة، وتوفي في 7 مايو 1835 في مقاطعة مونتغومري في الولايات المتحدة. حزبياً، نشط في الحزب الجمهوري الديمقراطي. وقد انتخب عضو مجلس النواب الأمريكي.